# L'Audace (hebdomadaire)

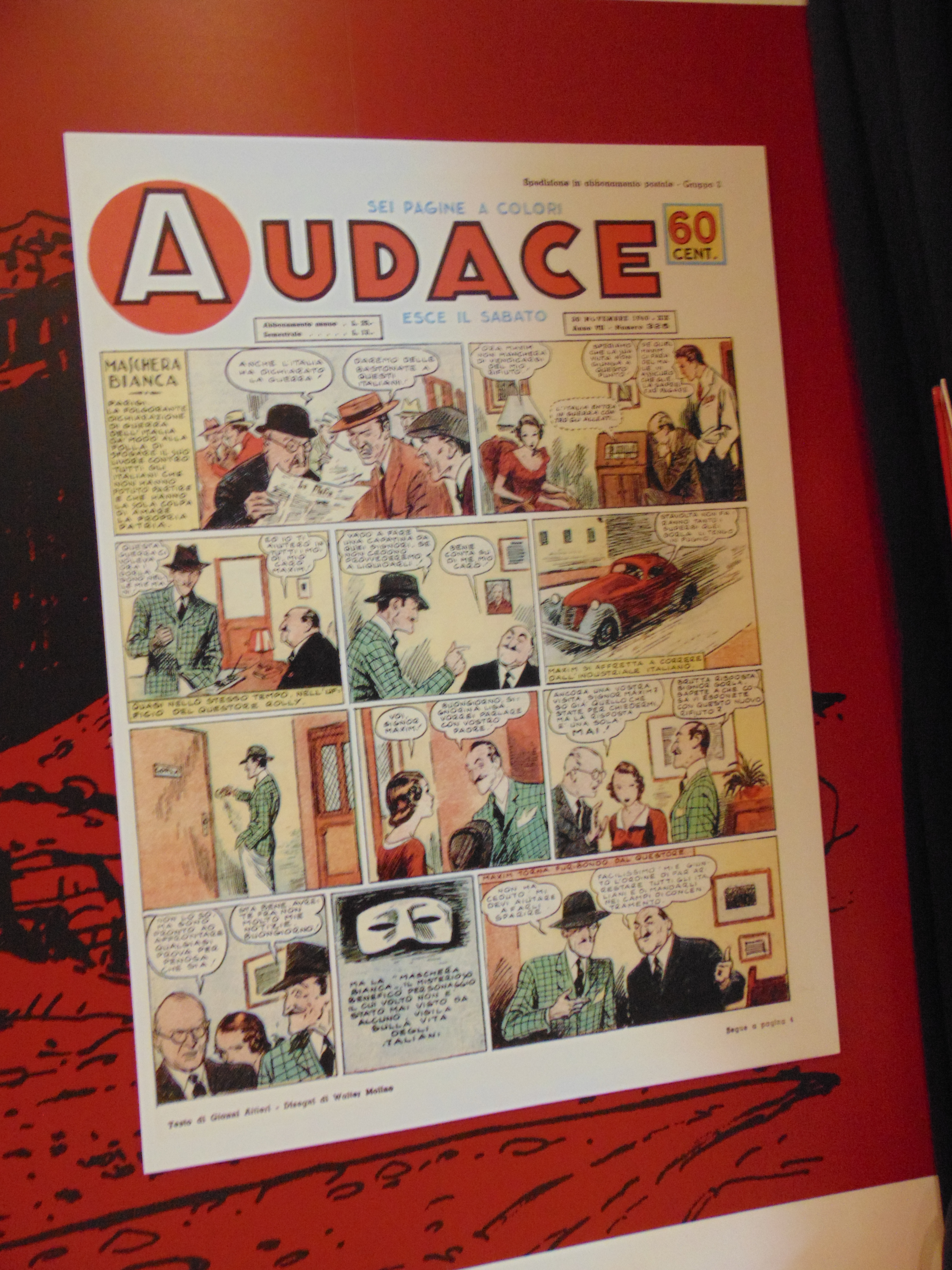
Tex - 70 ans d'une légende @ Arf ! Fêtes 2019

L'Audace (« L'Audacieux » en italien) est un hebdomadaire de bande dessinée italien publié de janvier 1934 à février 1944 par la Società Anonima Editrice Vecchi (it) et quelques autres maisons d'éditions, dont celle de Giovanni Luigi Bonelli qui le renomme simplement Audace puis Albo Audace.
Ce périodique pour enfants consacré selon son éditorial initial aux voyages, aux sports et aux aventures, L'Audace associe traductions de comic strips américains d'aventure comme Brick Bradford, King of the Royal Mounted, Mandrake le Magicien ou Tarzan et récits courts ou à suivre réalisés par des auteurs locaux comme Rino Albertarelli, Antonio Canale, Franco Caprioli, Carlo Cossio (Dick Fulmine), Walter Molino (Virus, il mago della foresta morta, Federico Pedrocchi, etc.